# Absorción de dos fotones

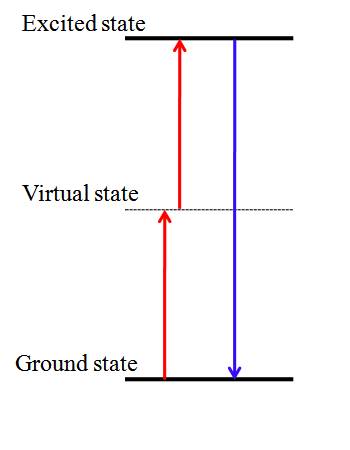
Esquema de energía de un proceso de conversión ascendente de excitación de dos fotones.

La absorción de dos fotones es la absorción simultánea de dos fotones de idénticas o diferentes frecuencias para excitar una molécula desde un estado (normalmente el estado fundamental) hasta un estado electrónico de mayor energía. La diferencia de energía entre los dos estados energéticos de la molécula es igual a la suma de las energías de los dos fotones .La absorción de dos fotones es un proceso de tercer orden varios órdenes de magnitud por debajo de la absorción lineal a intensidades bajas de luz. Difiere de la absorción lineal en que el ratio de transición atómica debida a la absorción de dos fotones depende del cuadrado de la intensidad de la luz y por lo tanto es un proceso óptico no lineal y puede predominar sobre la absorción lineal en altas intensidades.